# Прайс, Шон
Шон Дюваль Прайс (англ. Sean Duval Price; 17 марта 1972 — 8 августа 2015) — американский рэпер и участник хип-хоп коллектива Boot Camp Clik. Он был участником дуэта Heltah Skeltah, выступавшего под псевдонимом Ruck, вместе с партнёром Rock.

## Ранняя жизнь и образование
Выросший в районе Бруклин, Прайс был членом уличной банды Десептиконов в старшей школе.

## Карьера
Шон являлся участником андеграундного хип-хоп коллектива Boot Camp Clik, в 1995 году Прайс впервые появился в альбоме Smif-N-Wessun Dah Shinin'. В 1996 году он снова появился как часть признанного критиками дуэта из Бруклина «Heltah Skeltah», который выпустил свой дебютный альбом «Nocturnal» на «Duck Down Records» в том же году. «Heltah Skeltah» выпустили ещё два альбома: «Magnum Force» 1998 года и «DIRT» 2008 года.
В 2000-х годах Прайс зарекомендовал себя как мощная сила в андеграундном хип-хоп сообществе. В 2001 году он был представлен на радиостанции GAME FM в Grand Theft Auto III. В 2005 году Прайс выпустил свой первый сольный альбом «Monkey Barz», получивший признание критиков. За ним в 2007 году последовал «Jesus Price Supastar» и «Mic Tyson» в 2012 году.
В 2008 Прайс давал интервью в онлайн-сериале Grand Angel TV и 2010 годах с использованием кадров выступлений на фестивале «Paid Dues» вместе с «Boot Camp Clik» и Dru Ha соответственно.
В 2011 году Прайс был судьей на шоу Ultimate MC TV вместе с Royce da 5'9", Organik, Planet Asia и Pharoahe Monch. Также в 2011 году он сформировал группу «Random Axe» с Guilty Simpson и продюсером Black Milk.
Он планировал выпустить совместный альбом с рэпером Илл Билл под названием The Pill. «Songs in the Key of Price», микстейп, записанный до смерти Прайса, был выпущен посмертно 21 августа 2015 года. Посмертный релиз его четвёртого студийного альбома Imperius Rex последовал в августе 2017 года.

## Смерть
8 августа 2015 года Прайс умер в возрасте 43 лет. В заявлении его лейбла подтвердилась его смерть, при этом было добавлено, что он умер во сне. «С тяжелым сердцем „Duck Down Music“ с грустью подтверждает, что Шон Прайс скончался сегодня рано утром в своей квартире в Бруклине, в субботу, 8 августа 2015 года», — говорится в заявлении. «Причина смерти на данный момент неизвестна, но сообщается, что он умер во сне. У него остались трое детей». Последний студийный куплет Шона Прайса можно услышать в песне «Venom» рэпера из Бронкса, Нью-Йорка, Брюса Уэйна. Venom появляется в альбоме «Earl Mangault of Rap Bruse Wane». Песня была мгновенно объявлена классикой HIPHOPDX. В «Venom» представлены Брюс Уэйн , Шон Прайс и сын Big Pun Крис Риверс .

## Личная жизнь
Прайс был двоюродным братом рэпера «Roc-A-Fella Records» Мемфиса Блика и актёра Майкла Кеннета Уильямса. Он также был близким другом актёра Райана Филлиппа.
Прайс жил в Браунсвилле, Бруклин. В 2009 году он принял ислам и стал мусульманином.

## Дискография
Студийные альбомы
- Monkey Barz (2005)
- Jesus Price Supastar (2007)
- Mic Tyson (2012)
- Imperius Rex (2017)